# Rhabdomys intermedius
Rhabdomys intermedius är en gnagare i familjen råttdjur som förekommer i Sydafrika. Populationen infogades fram till 2012 i Rhabdomys pumilio.
Utbredningsomådet ligger i provinserna Norra Kapprovinsen, Östra Kapprovinsen och Västra Kapprovinsen. Arten lever i landskapet Karoo som kännetecknas av gräsmarker, buskskogar och odlingsmark. Exemplaren besöker ibland byggnader. De äter bland annat tallarnas bark. En typisk gräsart i regionen är Pennisetum clandestinum. Liksom andra släktmedlemmar är arten dagaktiv. Fortplantningstiden sträcker sig från augusti till mars eller april med de flesta ungar i november. Honan har vanligen två kullar per år med 2 till 9 ungar per kull. Rhabdomys intermedius har olika fiender som ökenlo, schabrakschakal och vildkatt.
För beståndet är inga hot kända. Populationens storlek är okänd på grund av otillräcklig avgränsning från andra släktmedlemmar. IUCN listar arten som livskraftig (LC).